# WWE SmackDown vs. Raw 2010
WWE SmackDown vs. Raw 2010 è il dodicesimo capitolo della serie di videogame di wrestling WWE SmackDown vs. Raw realizzata dalla THQ sulla World Wrestling Entertainment.
Il videogioco prende il nome da due dei tre brand presenti nella WWE: RAW e SmackDown, con la partecipazione del brand ECW. Sulla copertina del gioco sono presenti i wrestler John Cena, The Undertaker, Randy Orton, Edge e Rey Mysterio; saranno invece impersonabili circa sessanta lottatori appartenenti ai tre brand.
Il gioco è disponibile per le piattaforme PlayStation 3, Xbox 360, PlayStation 2, PlayStation Portable, Wii e Nintendo DS.
Sviluppato dai giapponesi della Yuke's e della TOSE (per Nintendo DS), nel videogioco, che rappresenta il sequel di WWE SmackDown vs. Raw 2009, viene utilizzato il motore fisico Havok. Il prodotto è stato reso disponibile al pubblico il 20 ottobre 2009 nel Nord America, il 23 ottobre in Gran Bretagna ed Europa e il 22 ottobre in Australia. Il sequel è WWE SmackDown vs. Raw 2011

## Caratteristiche

### Modalità di gioco
- La novità più importante del gioco è la presenza della nuova modalità chiamata "Editor di storie" con cui sarà possibile creare una propria storia servendosi di scene, animazioni e match. È possibile anche inserire il proprio copione e scegliere qualsiasi angolazione con cui si vuole riprendere la scena. Le animazioni saranno circa 100 e saranno anche presenti 20 locazioni dove si può collocare la propria scena, si può scegliere il proprio cast, e le superstar che verranno coinvolte nella storia. Per quanto riguarda i match, il giocatore può decidere le superstar che ne faranno parte e si può scegliere la stipulazione e le condizioni di vittoria. Si può far interferire fino a tre superstars e prima del match è possibile cambiare la salute di un wrestler. La versione per Xbox 360 e per PlayStation 3 può supportare fino a 450 match e 50 scene, mentre la versione Wii, PlayStation 2 e PlayStation Portable 55 eventi (match e scene combinate). Una superstar creata può apparire solo in 10 scene di una storia.
- Un'altra novità di quest'anno è la modalità "WWE Rivals" con la quale i giocatori possono impostare gli alleati e i nemici di una determinata superstar, che possono essere utilizzati in modo vantaggioso o svantaggioso se l'opzione interferenza è attiva. Un nemico quando interferisce reagisce in diversi modi a seconda dell'intensità della rivalità:può posizionarsi davanti al ring interrompendo tentativi di schienamento del rivale, utilizzare la propria mossa finale contro di lui oppure attaccarlo con un'arma.
- Un'altra modalità aggiunta è la "THQ Training Facility", ossia un tutorial che appare all'avvio del gioco, utile per i giocatori che non sono a conoscenza dei comandi, dove vengono indicate le funzioni dei tasti e oltre 100 suggerimenti diversi. Da qui si può accedere al menù principale.
- Un'ultima novità di quest'anno è la presenza di una nuova modalità con la quale si possono creare costumi alternativi per le superstar modificando i colori di quelli predefiniti. Si possono inventare fino a tre abiti alternativi per ogni wrestler (solo PlayStation 3 e Xbox 360).
- La modalità "Road to Wrestlemania" ritorna anche in Smackdown vs Raw 2010, con nuove storie riguardanti gli atleti della WWE (più precisamente Edge, Randy Orton e Shawn Michaels) una storyline in cui è possibile cooperare con un altro giocatore (con John Cena e Triple H) e, per la prima volta, una storyline basata su una diva (Mickie James) ed una basata su una superstar creata. Sono presenti inoltre alcune scene interattive.
- La modalità "Crea una Superstar" è stata ulteriormente migliorata, con un editor più ricco e un caricamento più veloce. I giocatori della Xbox 360 e della PlayStation 3 possono anche creare dei tatuaggi da applicare alle superstar create e scegliere la posizione della superstar nella schermata di selezione.
- La modalità "Crea una Finisher" è stata notevolmente migliorata con l'aggiunta del 30% di contenuto. È possibile creare mosse finali eseguibili non soltanto da posizione frontale, ma anche aeree eseguibili dal paletto, regolando la traiettoria e la velocità della manovra.

### Match
- Un nuovo match di quest'anno è il "Championship Scramble Match" introdotto per la prima volta a Unforgiven 2008. Il match funziona in questo modo: Si sceglie il tempo di durata del match, o 5 o 10 o 20 minuti. Due lottatori iniziano la sfida e a turno entrano gli altri sfidanti fino ad arrivare a 5 contendenti. Colui che effettua uno schienamento è dichiarato campione temporaneo. L'ultimo uomo ad aver effettuato un conteggio di tre è il nuovo campione.
- Nel gioco di quest'anno è possibile giocare tag team match misti, e le dive potranno partecipare a qualsiasi stipulazione ad eccezione della stipulazione First blood.
- Il Backstage Brawl è tornato con ben cinque arene. In più gli handicap match uno contro due potranno svolgersi anche nel backstage e in stipulazione First blood.
- La Royal Rumble è stata completamente modificata. Da quest'anno per eliminare l'avversario si useranno dei mini-giochi, e in più si può usare una mossa finale per eliminare un avversario (o anche 2 contemporaneamente) e per salvarsi.

### Altre caratteristiche
- Il gioco è caratterizzato da una rinnovata HUD che assume la forma di un alone posizionato in basso rispetto alla superstar.
- Le abilità sbloccabili sono stato incrementate, così come il numero di prese. Ora è possibile passare anche da una presa all'altra.
- A differenza del titolo precedente, aumentare le doti di una superstar inventata risulta più facile, in quanto non bisogna essere costretti ad iniziare una carriera con essa, ma le abilità cresceranno in ogni modalità di gioco come per esempio una qualunque esibizione.
- Per invertire le mosse adesso si deve usare solo un tasto e non due come negli altri giochi della serie.
- Alla fine di ogni match è ora possibile vedere i momenti salienti, e il giocatore può scegliere quali pezzi salvare alla fine della sfida e convertirli in un filmato di entrata per la propria superstar.
- Un enorme passo avanti rispetto all'anno scorso è la modalità di condivisione. Da questo momento infatti i giocatori della Xbox 360 e della PlayStation 3 sono in grado di condividere i loro lottatori creati, le loro entrate personalizzate, le loro mosse finali, i momenti salienti, le immagini e persino le loro storyline. Il giocatore può inoltre votare le creazioni degli altri utenti online.

## Road To Wrestlemania Mode
La RTW di John Cena & Triple H: La RTW di John Cena & Triple H inizia a Raw dove Cena affronta Chris Jericho in palio c'è il titolo mondiale dei pesi massimi il Match viene vinto da Cena che si laurea campi del mondo, qualche giorno dopo a Smack Down Triple H difende con successo il titolo WWE dall'assalto di uno dei suoi avversari dimostrando che lui è il campione indiscusso, qualche settimana dopo a Raw il Chairman della Wwe Vince McMahon che annuncia che a Wrestlemania il Campione del mondo John Cena in rappresentanza di Raw & il Campione WWE Triple H in rappresentanza di Smack Down si affronterano in un Match Uno contro Uno per decretare chi sia il miglior campione di tutta la federazione, nel corso delle settimane che seguono John Cena & Trilpe H difenderanno con successo i titoli dagli assalti di Chris Jericho, MVP, Undertaker e Jeff Hardy si arriva alla Royal Rumble dove Big Show vince a gran sorpresa il Royal Rumble Match e nel corso delle puntante seguenti Big Show attaccherà sia Cena sia Triple H, e non solo si sfogherà contro il pubblico e contro la WWE stessa per esser sempre stato trattato come uno zerbino, passa in Ecw diventando campione della ECW e insieme al resto del Brand dell'Estremo dichiarerà guerra aperta non solo agli hai campioni principali ma anche hai loro rispettivi show, nel corso delle settimane ci saranno diversi attacchi a destra e a manca da parte dei tre sfidanti, dopo diverse settimane di scontri e sfide indette dal Chairman Vince McMahon si arriva al Main Event di Wrestlemania, John Cena vs Triple H vs Big Show in un Triple Threat Iron Man/No Dq/Falls Count Anyware Match con in palio il titolo del campione dei campioni, il finale cambia a seconda della scelta del giocatore se far vincere John Cena in rappresentanza di Raw o se far vincere Triple H in rappresentanza di Smack Down, in ogni caso nel finale Vince McMahon consegna al vincitore il titolo del campione dei campioni.
La RTW di Shaw Michaels: La RTW di HBK inizia a Raw dove Shawn diventa il N.1 contender al titolo mondiale dei pesi massimi dopo aver battuto JBL in un match uno contro uno, si arriva alla Rumble dove Shawn Michaels affronta Randy Orton con il palio il titolo mondiale dei pesi massimi, Shawn è a un passo dalla vittoria ma viene attaccato da JBL quest'ultimo lo colpisce brutalmente sulla gamba destra con un oggetto contundente, nel corso delle settimane seguenti JBL mette in palio una ricompensa da un milione di dollari a chiunque riuscirà a far ritirare Shawn Michaels ma nonostante ciò l'Heartbreak Kid riuscirà a respingere i continui attacchi di JBL e dei suoi tirapiedi, durante una puntata di Raw viene annunciato un Triple Treath Match tra Shawn Michaels vs JBL vs Randy Orton con in palio il titolo mondiale dei pesi massimi, il match viene vinto da HBK ma JBL  lancia il guanto di sfida a Shawn Michaels i due si affronteranno in uno steel cage match a No Way Out con in palio il titolo Mondiale, Shawn accetta senza pensarci due volte e si arriva a No Way Out i due sì affrontano in un durissimo e brutalissimo Steel Cage Match dove però Shawn ha la meglio ma a fine match Hbk inizia a risentire dolori alla gamba destra colpita in precedenza da JBL prima del match, la sera dopo a Raw JBL non si dà per vinto e lancia un'altra sfida a Shawn Michaels a Wrestlemania i due si affronteranno in un I Quit Match con in palio titolo mondiale e chi perde dovrà lasciare la compagnia per sempre Shawn anche in questo caso accetta e si arriva al main event di WM Shawn Michaels vs JBL in un i Quit Match, dopo un duro e combattutissimo Match Shawn ha la meglio su JBL e nel finale gli dà il benservito rifilandogli una sonora Sweet Chain Music, e festeggia insieme ai fan ringraziandoli per il loro sostegno. Esiste anche un finale alternativo molto simile a quello buono dove però Shawn perde ma nonostante ciò nel finale rifila una Sweet Chain Music a JBL e ringrazia i fan per tutto il loro sostegno.
La RTW di Edge: la RTW della Rated R Superstar, inizia a Smack Down dove Edge presenta Maria Kanellis a Vince McMahon, Quest'ultima con grande approvazione dello stesso Vince, diventa la nuova Gm di Smack Down favorendo in modo spudorato Edge, in quanto quest'ultima è la fidanzata proprio della Rated R-Superstar, da qui in avanti inizierà una vera faida tra Edge & Mr.Kennedy, tant'è che durante una puntata di Smack Down i due hanno un duro confronto verbale e non solo, alla fine s'intromette anche la Gm di Smack Down quest'ultima però viene colpita intenzionalmente da Edge senza che quest'ultima se ne forse accorta e sarà costretta a stare fuori per un po' di tempo lasciando l'incarico di Gm di Smack Down a Edge dando parecchio filo da torcere a diversi membri del roster in particolare Mr.Kennedy infatti quest'ultimo, finisce in uno dei soliti sotterfughi di Edge, che li fa vincere il titolo mondiale a No Way Out , ma col solo intento di trovare un avversario alla sua portata, qualche giorno dopo Maria Kanellis fa il suo ritorno a Smack Down dove avrà un duro confronto con Mr. Kennedy quest'ultimo rivelerà che è stato Edge a colpirla rivelando anche la sua infedeltà mentre lei era fuori per infortunio, Maria scopre di esser stata usata per tutto il tempo da Edge è decide di fargliela pagare per le sue magheggi, si arriva a Wrestlemania dove Edge & Mr.Kennedy si sfideranno in uno steel cage match con in palio il titolo Wwe, il Match e combattutissimo e nel finale sia Edge che Kennedy cercano in tutti i modi di uscire dalla gabbia, Mr. Kennedy è a un passo dalla vittoria ma proprio sul più bello, Maria gli chiude la porta della cella in faccia e Edge ne approfitta vincendo sia il match sia la cintura e nel finale si scopre che tutto quello che è successo è stato un piano di Edge rivelandosi di nome e di fatto come l'opportunista definitivo.
La RTW di Randy Orton: La RTW del Leggend Killer, ha inizio a Raw dove il Campione Wwe Randy Orton è impegnato in una durissima faida con il "Deadman" The Undetaker, poco dopo un loro incontro in una puntata di Raw, The Undertaker sta per colpire Orton con una chokeslam ma quest'ultimo viene soccorso da Cody Rhodes e Ted DiBiase Jr che colpiscono Undertaker a suon di sediate, la settimana dopo Rhodes & DiBiase Jr propongono a Orton di allearsi con l'intento di "dominare" il palinsesto di Raw, Orton accetta e l'alleanza formata da Orton,Rhodes e DiBiase Jr dà i suoi frutti e i tre fanno capire non solo al roster in generale ma anche alla Wwe stessa di fare sul serio, si arriva alla Rumble dove Rhodes e DiBiase Jr perdono i titoli di coppia dall'assalto di Batista e Cena, mentre Orton difende con successo il titolo Wwe dall'assalto di Undertaker in un Hell in a Cell Match, nelle corso delle settimane seguenti arrivano le prime frizioni all'interno dell'alleanza dovuta soprattutto al fatto che Rhodes e DiBiase Jr si accusano a vicenda della perdita dei titoli con Orton che cerca di calmarli ma senza successo, nel mentre viene sancito un match a Raw dove Rhodes affronterà DiBiase in un single match con un arbitro speciale Randy Orton, durante il match in questione sia Rhodes che DiBiase Jr attaccano Orton rivelando che tutta la storia in ballo era un loro piano sin dall'inizio con l'intento di spodestare il regno di Orton, nel corso delle settimane seguenti ci saranno continui attacchi da parte prima di Rhodes e DiBiase Jr ai danni di Orton e viceversa, si arriva a Wrestlemania dove i tre si affrontano in un triple Threat match dove Orton difenderà con successo il titolo Wwe.
La RTW di Mickie James: La RTW di Mickie James ha inizio a Raw dove la stessa Mickie vince un Royal Rumble Match al femminile grazie anche all'aiuto di Natalya diventando la N.1 contender al titolo femminile detenuto da Beth Phoneix si arriva alla Rumble dove Mickie conquista il titolo femminile, poche settimane dopo la vittoria del titolo Mickie inizia a frequentarsi col campione intercontinentale The Brain Kendrick i due iniziano una storia amorosa, e nel mentre l'amicizia con Natalya crea non pochi casini all'interno della storia d'amore tra i due ad un certo punto nel gioco il giocatore dovrà fare una scelta se scegliere di seguire Natalya a fare Shopping o se andare all'appuntamento con Kendrick, se si deciderà di seguire Natalaya, Kendrick ci tradirà facendoci perdere il titolo contro Beth Phoneix in una puntata di Raw, ma nonostante la sconfitta affronteremo ancora una volta Beth Phoneix a Wrestlemania con in palio il titolo femminile, nel finale riusciremo a sconfiggere Beth Phoneix e a dare una sonora lezione a Kendrick grazie all'aiuto di Natalya, se invece decidessimo di andare all'appuntamento con Kendrick, nelle settimane seguenti riceveremo dei misteriosi regali da uno sconosciuto questa cosa metterà in difficoltà il rapporto tra Mickie James e Kendrick, durante una puntata di Raw Natalya farà perdere il titolo intercontinentale a Kendrick e nel post match rivelerà di essere lei la misteriosa sconosciuta si arriva a Wrestlemania dove Mickie James sconfigge Natalya e nel finale festeggia insieme al suo fidanzato Brain Kendrick.
La RTW della SuperStar Creata: La RTW della SuperStar creata inizia a Raw dove Santino Marella difende in maniera piuttosto sporca il titolo intercontinentale dall'assalto di Kofi Kingston, nel post match viene perennemente fischiato dal pubblico quest'ultimo decide allora di sfidare uno dei fan del pubblico (citazione dal suo debutto in una puntata di Raw svolta in italia a Milano nel 2007) viene scelto il nostro protagonista che contro ogni pronostico conquista il titolo nelle settimane seguenti sia Santino Marella che Vince McMahon cercheranno di strapparci il titolo in ogni modo possibile ma senza successo questo porterà a una faida tra il nostro protagonista e Il Chairman della Wwe il Signor.McMahon fino a Wrestlemania dove dovremmo sconfiggere lui e i suoi sgherri e nel finale ci prenderemo la nostra rivincita contro il Chairman facendolo ballare in diretta mondiale davanti al pubblico con su un costume da gallina.

### Titoli
Maschili
- WWE Championship (Randy Orton)
- World Heavyweight Championship (Edge)
- WWE Intercontinental Championship (Rey Mysterio)
- WWE United States Championship (MVP)
- WWE Hardcore Championship (Tommy Dreamer)
- ECW Championship (Silver Version) (Christian)
- WWE Cruiserweight Championship (Chavo Guerrero)
- WCW Classic World Championship (Chris Jericho)
- WWE Champion of Champions Championship (titolo fittizio che si sblocca solo dopo aver completato la "Guerra tra leghe" nella modalità "Road to Wrestlemania")

Femminili
- WWE Women's Championship (Melina)
- WWE Divas Championship (Maryse)

Di coppia
- WWE Tag Team Championship (Carlito & Primo)
- WWE World Tag Team Championship (Carlito & Primo)

### Arene
- Raw
- SmackDown
- ECW
- Royal Rumble (2009)
- No Way Out (2009)
- WrestleMania 25
- Backlash (2008)
- Judgment Day (2008)
- Night of Champions (2008)
- The Great American Bash (2008)
- SummerSlam (2008)
- Unforgiven (2008)
- No Mercy (2008)
- Cyber Sunday (2008)
- Survivor Series (2008))
- Armageddon (2008)

### Roster
| Uomini | Uomini | Uomini | Donne                                                           | Donne                                                     | Donne                      | Leggende                                                                                                  |
| Raw | SmackDown | ECW | Raw                                                             | SmackDown                                                 | ECW                        | Leggende                                                                                                  |
| --- | --- | --- | --------------------------------------------------------------- | --------------------------------------------------------- | -------------------------- | --- |
| - Batista - Big Show - Brian Kendrick - Carlito - Chavo Guerrero - Cody Rhodes - Evan Bourne - Festus - Jack Swagger - JBL - John Cena - Kofi Kingston - Mark Henry - The Miz - Mr. Kennedy - MVP - Primo - Randy Orton - Santino Marella - Shawn Michaels - Ted DiBiase Jr. | - Chris Jericho - CM Punk - Dolph Ziggler - Edge - Finlay - The Great Khali - Jeff Hardy - Jesse - John Morrison - JTG - Kane - Matt Hardy - Mike Knox - Rey Mysterio - R-Truth - Shad Gaspard - Triple H - Umaga - The Undertaker | - Christian - Ezekiel Jackson - Goldust - Hornswoggle - Shelton Benjamin - Tommy Dreamer - Vladimir Kozlov - William Regal | - Beth Phoenix - Gail Kim - Kelly Kelly - Maryse - Mickie James | - Eve Torres - Maria - Melina - Michelle McCool - Natalya | - Brie Bella - Nikki Bella | - "Cowboy" Bob Orton - Dusty Rhodes - Mr. McMahon - The Rock - Steve Austin - Ted DiBiase - Trish Stratus |

## Recensioni
WWE SmackDown vs. Raw 2010 ha ricevuto recensioni generalmente positive. La versione per PlayStation 3 ha ricevuto un punteggio medio di 81,59% e 83 su 100 rispettivamente da Game Rankings e Metacritic. La versione Xbox 360 invece ha ricevuto un punteggio medio di 82,59% e 80 su 100 sempre da Game Rankings e Metacritic.
La maggior parte delle recensioni sono state per le versioni Xbox 360 e PlayStation 3. GamesMaster magazine ha dato alla versione del Xbox 360 90 su 100, assegnandoli il GameMaster Gold Award. Oliver Hurley di Official PlayStation Magazine ha valutato la versione PS3 8 su 10, dicendo che la modalità di creazione rende Smackdown vs Raw 2010 il più profondo, gioco WWE fino ad ora. Il recensore dell'IGN Greg Miller ha valutato sia la versione Xbox 360 e PS3 8,5 su 10, ricordando che mentre il gioco inciampa ancora in qualche zona e che non potrebbe essere il gioco di Wrestling più grande di tutti i tempi, il miglioramento del gameplay e le modalità di creazione rendono questo gioco di wrestling il migliore mai visto da molti anni. Entrambi 1Up.com e VideoGamer.com hanno dichiarato WWE SmackDown vs Raw 2010 il miglior gioco della serie fino ad oggi.
Il gioco ha ricevuto anche qualche critica. Nick Tan di Game Revolution ha detto che il gioco presenta diverse restrizioni in progettazione di una propria storia e la modalità Crea una Superstar. La versione britannica del Official Xbox Magazine ha criticato molto il gioco, assegnandoli un punteggio di 6 su 10, criticando la mancanza di progressi compiuti verso il motore del gioco e verso i tempi di caricamento.
Così come le versioni Xbox 360 e PS3, IGN ha inoltre esaminato le versioni PS2, PSP, Wii e Nintendo DS. Greg Miller ha assegnato alle versioni per PS2 e Wii 8.0 su 10, lodando il gameplay e i contenuti aggiuntivi presenti nella versione PS2, nonché definendo la versione per Wii il miglior gioco della serie su questa console. La versione per Nintendo DS invece ha ricevuto un punteggio di 7.9 su 10.

## Sviluppo
Il gioco è stato annunciato per la prima volta nel maggio 2009. Lo sviluppo del gioco è stato dichiarato all'E3 il 1º giugno dalla WWE, Yukes e THQ. Per la prima la serie usa il motore di sviluppo Havok. La colonna sonora conterrà brani in licenza da Adelitas Way, Lions, Lynyrd Skynyrd, The Parlor mob, Skillet, Trivium e Sick Puppies. Il gioco è stato promosso soprattutto sotto lo slogan "It's Your World Now"(è il tuo mondo ora), riferendosi alle nuove funzionalità di personalizzazione disponibili che il gioco avrà. Il primo video del videogioco è stato rivelato l'11 agosto nell'edizione di Late Night with Jimmy Fallon nel corso di un colloquio con wrestler Triple H, che mostra un match tra Triple H e un creato Jimmy Fallon. Nel video, viene mostrata in anteprima la nuova versione della finisher di Triple H, il Pedigree.